# Claudio Eliano
Claudio Eliano o Eliano (en latín: Claudius Aelianus en griego antiguo: Κλαύδιος Αἰλιανός), Praeneste, ca. 175-ca. 235) fue un autor y profesor de retórica romano que tuvo su máximo esplendor durante el gobierno de Septimio Severo y que probablemente sobrevivió a Heliogábalo. Hablaba el griego de forma tan fluida que se le llamaba de lengua de miel (μελίγλωττος / melíglôttos). Aunque nacido en Italia, prefería los autores griegos y escribió sus obras en un griego algo arcaizante.
Sus dos obras principales tienen un valor considerable, porque contienen numerosas citas del trabajo de autores anteriores que de otra forma se habrían perdido, así como por los sorprendentes relatos de tradiciones populares que ofrecen inesperadas visiones de la forma de vida del mundo greco-romano.

## De Natura Animalium
Sobre la naturaleza de los animales ("Sobre las características de los animales" es un título alternativo; griego: Περὶ ζῴων ἰδιότητος Perí zóon idiótētos; aunque citado a veces por su título en latín, De Natura Animalium) es una curiosa colección, en 17 libros, de breves historias sobre naturaleza, seleccionadas algunas para proporcionar lecciones morales alegóricas y otras simplemente por ser sorprendentes:

El castor es una criatura anfibia: por el día vive escondido en los ríos, pero de noche deambula por la tierra, alimentándose con lo que encuentra. Así comprendemos la razón por la cual los cazadores lo persiguen con tal impaciencia e impetuosidad. Entonces, éste agacha la cabeza y con sus dientes se corta los testículos y los arroja en el camino, como un hombre prudente que, habiendo caído en manos de ladrones, sacrifica todo lo que lleva para salvar su vida y pierde el derecho a sus posesiones por medio del rescate. Si, no obstante, ha salvado ya su vida mediante la autocastración, y vuelve a ser perseguido, entonces éste se pone en pie y revela que no ofrece motivos para la impaciente persecución y libera al cazador de todo esfuerzo adicional puesto que ellos estiman la carne. En ocasiones, sin embargo, los castores con los testículos intactos, después de haber escapado tan lejos como les ha sido posible, han atraído la parte codiciada y con gran habilidad e ingenuidad engañado a sus perseguidores, pretendiendo que ellos ya no poseen lo que guardan oculto.

La introducción de la Loeb Classical Library describe el libro como «una interesante colección de hechos y fábulas sobre el reino animal que invita al lector a considerar los contrastes entre el comportamiento animal y humano».
Las anécdotas de Eliano sobre los animales raramente se basan en la observación directa: la mayoría están tomadas de fuentes escritas, a menudo de Plinio el Viejo, pero también de otros autores, y de obras ahora perdidas de las que el testimonio de Eliano es el único que se conserva. En esta obra, Eliano se centra más en la vida marina de lo que se podía esperar, lo que parece reflejar un interés personal; a menudo hace referencia a "pescadores". En ocasiones la obra de Eliano choca al lector moderno por ser enormemente crédulo, pero en otras deja claro que meramente está relatando lo que otros han dicho, aunque a veces parece que ni él mismo se lo cree. El trabajo de Eliano es una de las fuentes del estudio de la naturaleza en la Edad Media y de los bestiarios medievales.
Conrad Gessner, científico suizo y naturalista del Renacimiento, hizo una traducción al latín del trabajo de Eliano para una audiencia europea. La última traducción al latín es la de Friederich Jacobs [1832], basada en la traducción de Gesner y en la de Petrus Gillius (1533).

## Varia Historia

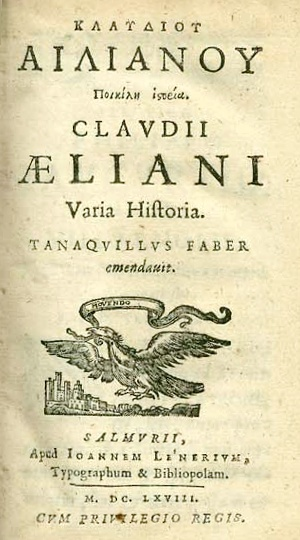
Página de título de Varia Historia de Claudio Eliano, de la edición de 1668 editada por Tanaquil Faber

Varia Historia o Historias curiosas (Ποικίλη ἱστορία Poikílē historía) es la otra obra célebre de Eliano, aunque en su mayor parte se ha conservado en forma de resumen. Se trata de una miscelánea de anécdotas y fragmentos biográficos, listas, máximas concisas y descripciones de maravillas naturales o extrañas costumbres locales. Dividida en 14 libros, que contienen muchas sorpresas para los historiadores. La obra incluye anécdotas sobre famosos filósofos, poetas, historiadores y dramaturgos griegos. El énfasis está en varios cuentos moralizadores sobre héroes y gobernantes, atlas y hombres sabios; informes sobre comida y bebida, diferentes estilos de vestimenta o amantes, costumbres locales de dar regalos o entretenimientos o en creencias religiosas y costumbres mortuorias; y comentarios sobre pintura griega. Eliano da también testimonio de pesca con mosca, usando señuelos de lana roja y plumas, de enlacado y de adoración de serpientes. 
Esencialmente, se puede decir que Varia Historia es un «magazine» clásico en el sentido original del término. Eliano no es perfectamente fiable en los detalles y su objetivo es siempre inculcar las opiniones "correctas" desde un punto de vista estoico. De todas maneras, Jane Ellen Harrison encontró interesantes restos de ritos arcaicos mencionados por Aelianus en su Prolegómenos al estudio de la religión griega (1903, 1922).

## Fragmentos y Cartas
Considerables fragmentos de otras dos obras, Sobre la providencia y Manifestaciones divinas se han conservado en una enciclopedia de la Alta Edad Media, Suda. También se le atribuyen veinte cartas de un granjero a la manera de Alcifrón. Estas cartas son composiciones inventadas destinadas a un destinatario ficticio, que sirven como medio para describir la vida agrícola y rural en el Ática, aunque Eliano en cierta ocasión se jactó de no haber salido nunca de Italia, de no haber montado nunca en barco (lo que está en contradicción con su propia afirmación, de Nat. An. XI.40, de que había visto el toro Serapis con sus propios ojos). De esta forma las conclusiones sobre la agricultura que se desprenden de las "cartas" pueden evocar con la misma probabilidad el Lacio que Ática. 
Las cartas están disponibles en la Loeb Classical Library.

### Textos de Claudio Eliano
En griego:
- Claudio Eliano en el sitio de la Bibliotheca Augustana (Augsburgo).

- De la naturaleza de los animales (Περὶ ζώιων ἰδιότητος; De Natura Animalium). 
  - Texto con índice electrónico en el Proyecto Perseus; empleando el rótulo activo "load", se obtiene ayuda en inglés con el vocabulario griego del texto.
  - Texto en Wikisource.

- Cartas campestres (Ἐπιστολαὶ ἀγροικικαί; Epistulae Rusticae). 
  - Texto en el Proyecto Perseus, con las características indicadas antes.
  - Texto en Wikisource.

- Historias diversas (Ποικίλη ἱστορία; Varia Historia); Libros I - XIV. 
  - Texto en el Proyecto Perseus, con las características indicadas antes.
  - Texto en Wikisource.
  - Texto parcial (I - VII) en el sitio de la Bibliotheca Augustana.

En bilingüe griego - francés:
- Historias diversas.
  - Texto, con índice elecrónico y anotaciones en francés, en el sitio de Philippe Remacle.

En latín:
- De natura animalium en LacusCurtius (traducción latina)
- Aeliani de historia animalium libri XVII : quos ex integro ac veteri exemplari graeco - Petrus Gillius vertit ; Joannes Tullerii praefatio 1555
- Aeliani de varia historia libri XIII / Justo Vulteio interprete,.... De politis descriptiones, ex Heraclide eodem interprete
- Claudii Aeliani,... Opera, quae extant, omnia, graecè latiné que è regione / cura et opera Conradi Gesneri
  - Véase "Conrad von Gesner".
- Ex Aeliani Historia per Petrum Guilium latini facti

En francés:
- Cartas rústicas.
  - Texto, con introducción en francés, en el sitio de Philippe Remacle.

En inglés:
- Algunas citas de la Historia natural de Eliano.

- Varia Historia, con índice electrónico, en el sitio LacusCurtius.

Comentarios:
- Eliano desde el punto de vista del pescador con mosca; en inglés.
  - Archivado el 28 de julio de 2005 en Wayback Machine.

- Datos: Q313782
- Multimedia: Claudius Aelianus / Q313782
- Citas célebres: Eliano